# CZ vz. 27
Пистолет ČZ vz. 27 (чеш. pistole vzor 27) — чехословацкий самозарядный пистолет времён Второй мировой войны производства компании «Чешска зброёвка». Состоял на вооружении чехословацкой армии и полиции, а позднее — у немецких полицейских формирований в Чехословакии.

## История
Конструктором пистолета является немецкий инженер Йозеф Никль. Пистолет производился с 1927 по 1955 годы. Конструктивно является упрощенным вариантом пистолета VZ-24.
После оккупации Чехословакии производство было продолжено для полицейских формирований и вермахта. После окончания Второй мировой войны производство пистолетов продолжилось (изготовленные на экспорт пистолеты послевоенного производства имели надпись "Made in Czechoslovakia" на английском языке). 
Всего было произведено от 620 до 650 тысяч пистолетов (из них 452 500 во время немецкой оккупации).

## Конструкция
Автоматика пистолета работает по принципу отдачи свободного затвора. Крепление ствола осуществляется сухарным способом. Ударно-спусковой механизм — куркового типа, одинарного действия. Запирание канала ствола осуществляется массой кожуха-затвора и возвратной пружиной.
Пистолет оснащен ручным предохранителем, рычаг включения которого расположен за спусковым крючком, с левой стороны рамы, а под рычагом размещается кнопка выключения предохранителя. Для включения необходимо перевести рычаг предохранителя в нижнее положение, в котором он фиксируется. Выключается предохранитель нажатием кнопки. При этом рычаг освобождается и под действием пружины возвращается в исходное положение.
Защелка магазина расположена в основании рукоятки, позади магазина. Прицельные приспособления состоят из нерегулируемой мушки и закрепленного в пазе типа «ласточкин хвост» целика, с возможностью внесения боковых поправок. Однорядный магазин вмещает 8 патронов.

## Страны-эксплуатанты
- Чехословакия — до настоящего времени на вооружении армии, полиции и органов государственной безопасности[3]
- Нацистская Германия — первые пистолеты оказались в распоряжении после оккупации Судетской области в 1938 году и оккупации Чехословакии в марте 1939 года, всего до конца войны в вооружённые формирования поступило около 475 000 единиц пистолетов CZ vzor 27[4], которые были приняты на вооружение под наименованием P.27(t) и поступали на вооружение полицейских формирований в Чехословакии и некоторых подразделений вермахта[3]
- Швейцария — в 1973 году закуплено 5500 единиц
- Эфиопия — в 1948 году закуплено 5000 единиц
- Турция — около 3500 единиц
- Великобритания
- ЮАР
- Египет
- Кения
- Пакистан
- Индия
- Бразилия
- Эквадор
- Боливия
- Польша - после оккупации 1 октября 1938 года Тешинской области польскими войсками в их распоряжении оказалось оружие государственных структур Чехословакии, 1 сентября 1939 года вместе с немецкими войсками Польшу атаковали войска Словакии, которые заняли 770 кв.км территории Польши (и после окончания боевых действий польское вооружение и военное имущество было изъято).
- США - после окончания второй мировой войны некоторое количество пистолетов было ввезено из стран Европы и продавалось на внутреннем рынке в качестве гражданского оружия[1]